# Sainte-Catherine-de-Fierbois
Sainte-Catherine-de-Fierbois ist eine französische Gemeinde mit 760 Einwohnern (Stand: 1. Januar 2022) im Département Indre-et-Loire in der Region Centre-Val de Loire; sie gehört zum Arrondissement Chinon und zum Kanton Sainte-Maure-de-Touraine.

## Geographie
Sainte-Catherine-de-Fierbois liegt etwa 28 Kilometer südsüdwestlich von Tours.
Nachbargemeinden von Sainte-Catherine-de-Fierbois sind Sorigny im Norden, Saint-Branchs im Norden und Nordosten, Louans im Nordosten, Le Louroux im Osten, Sainte-Maure-de-Touraine im Süden und Südwesten, Saint-Épain im Westen und Südwesten sowie Villeperdue im Nordwesten.

## Bevölkerungsentwicklung
| Jahr                      | 1962 | 1968 | 1975 | 1982 | 1990 | 1999 | 2006 | 2013 |
| Einwohner                 | 436  | 499  | 529  | 484  | 539  | 611  | 648  | 724  |
| Quelle: Cassini und INSEE |      |      |      |      |      |      |      |      |

## Sehenswürdigkeiten
- Kirche Sainte-Catherine
- Rathaus, frühere Kapelle, Monument historique

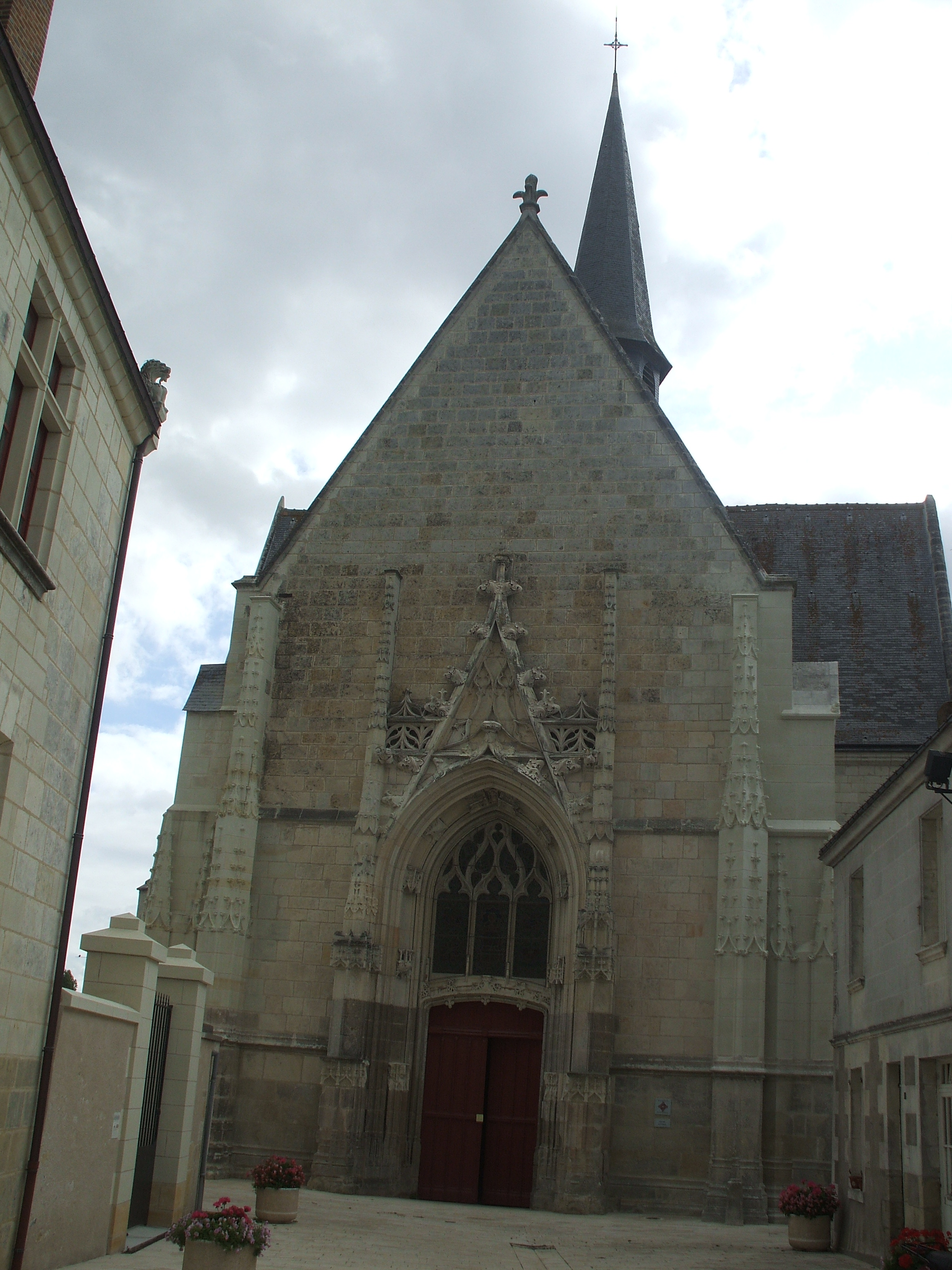
Kirche Sainte-Catherine